# Reinhold Siebert
Reinhold Siebert (* 21. April 1940) ist ein deutscher Konteradmiral a. D. der Deutschen Marine.

## Leben
Reinhold Siebert trat 1960 in die Bundesmarine ein (Crew X/60).
Als Leutnant zur See war er erst vom 30. September 1965 bis Ende März 1966 Kommandant des Schnellbootes Nerz und dann bis Dezember 1967 des Schnellbootes Puma.
Vom 16. August 1979 bis 5. August 1981 war er Erster Offizier des Zerstörers Rommel und wurde in dieser Position Fregattenkapitän.
Von September 1985 bis März 1988 war er Kommandant der Fregatte Rheinland-Pfalz. Anschließend übernahm er, nun als Kapitän zur See, das 4. Fregattengeschwader, welches er bis Ende März 1991 führte. Nach der Wiedervereinigung war er in der Unterstützungsgruppe für die Überführung der ehemaligen Volksmarine in die gemeinsame Deutsche Marine. Er wurde der Ersten Flottille der ehemaligen Volksmarine zur Unterstützung zugeordnet.
Anfang 1992 führte er kurzzeitig die Ubootflottille und war dann vom 1. Oktober 1992 bis 30. September 1993 Kommandeur der Versorgungsflottille. Als Kapitän zur See war er ab Anfang 1995 als Nachfolger von Flottillenadmiral Kurt Fischer Stabsabteilungsleiter I im Führungsstab der Marine im Bundesministerium der Verteidigung in Bonn. Als Flottillenadmiral übernahm er 1998 das Kommando über das Marineunterstützungskommando. 2000 trat er als Konteradmiral aus dieser Position in den Ruhestand.